# Buffalo Bills
Buffalo Bills är en professionell klubb i amerikansk fotboll i Buffalo i delstaten New York i USA, som spelar i National Football League (NFL), i American Football Conference (AFC) East Division. Klubbens hemmaarena är Highmark Stadium, som ligger i förorten Orchard Park. 
Klubben var en av de åtta originalklubbarna i American Football League (AFL), vars första säsong var 1960. Bills spelade där fram till dess att AFL slogs ihop med NFL inför 1970 års säsong.
Bills är den enda klubb som spelat i fyra raka Super Bowls (säsongerna 1990–1993), men man förlorade alla fyra och har inte spelat i några fler Super Bowls, varken före eller efter.

## Föregångare
Dagens Buffalo Bills är inte stadens första proffsklubb inom sporten och inte heller den första med detta namn. Den första klubben från staden var den halvprofessionella Buffalo Oakdales, som grundades 1908. 1908/09 blev klubben mästare i Buffalo Semi-Pro League. Det fanns fyra till klubbar från staden som spelade i detta mästerskap omkring 1900-talets första årtionde: Oakdales, West Buffalo, Buffalo Cazenovias och Buffalo Pierce Arrows. De kommande åren fanns det en rad andra klubbar i staden, men de spelade inte speciellt ofta utanför staden efter det att spanska sjukan bröt ut 1918. En av de viktigaste tidiga klubbarna vid tiden blev Buffalo All-Americans, som gick med i den första upplagan av NFL 1920 och var aktiva till 1929.
På 1940-talet grundades en ny liga, All-American Football Conference (AAFC), som en konkurrent till NFL. Där fanns en klubb med från Buffalo med namnet Buffalo Bisons, ett namn som de bytte ut ett år senare när de blev Buffalo Bills. Denna klubb har dock inget gemensamt med dagens förutom namnet och lades ned när AAFC gick i graven 1949. Bills-smeknamnet föreslogs som en del av en fantävling 1947 och var en hänvisning till Buffalo Bill.

## Historia

### Grundande och spel i AFL
1959 hade Lamar Hunt beslutat sig för att starta en ny liga då han inte fick tillstånd att driva en klubb i det redan etablerade NFL. En som nappade på att gå med i den nya ligan var affärsmannen Ralph Wilson, som vid tiden var en minoritetsägare i Detroit Lions. Han placerade sin nya klubb i Buffalo efter att ha hört sig för i Miami först och meddelade Hunt med meddelandet "Count me in with Buffalo". Bills blev därmed en av de åtta klubbarna som var med i första upplagan av American Football League (AFL).
Bills värvade spelare som Cookie Gilchrist och Jack Kemp, vilka kom att bli symboler för Bills tidiga år. I början gick det dock inte speciellt bra för Bills, som under båda de två första säsongerna förlorade fler matcher än de vann. 1961 blev Bills också den hittills enda klubben i amerikansk fotboll som förlorat mot en klubb som spelar kanadensisk fotboll då Hamilton Tiger-Cats besegrade Bills med 38–21 i Ontario. Resultaten blev successivt bättre och säsongerna 1964 och 1965 slutade Bills som AFL-mästare efter att ha besegrat San Diego Chargers i båda finalmatcherna. Året efter lyckades de återigen ta sig till mästerskapsmatchen om AFL-titeln, men fick se sig besegrade av Kansas City Chiefs. Därmed missade Bills chansen att få representera AFL i den första mästerskapsmatchen mellan segrarna från AFL och NFL, som senare kom att kallas Super Bowl.
Resten av 1960-talet var långt ifrån någon framgångssaga, då Bills aldrig lyckades vinna mer än fyra matcher under en säsong.

### 1970- och 1980-talen

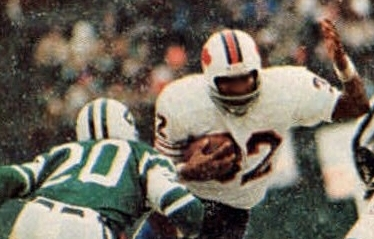
O.J. Simpson med bollen för Bills i en match mot New York Jets 1973.

1970 års sammanslagning av NFL och AFL inleddes inte heller speciellt bra då det dröjde till 1973 innan Bills återigen lyckades vinna fler matcher än de förlorade under en säsong, en säsong som också födde en ny stjärna i Bills och hela NFL då O.J. Simpson satte rekord för antalet rushing yards och blev först någonsin att springa över 2 000 yards under en säsong. 1970-talet kom dock aldrig att ge ett bättre resultat än ett 9–5-resultat och Bills deltog endast i slutspelet under en säsong (1974) på hela decenniet.
1980-talet började desto bättre med ett par slutspelsplatser, men ganska snabbt kom klubben att falla långt ned igen med bland annat två raka 2–14-säsonger 1984 och 1985. 1988 kom dock vändningen till något stort. Bills avancerade hela vägen till AFC-finalen, där de förlorade mot Cincinnati Bengals.

### 1990-talet
På 1990-talet byggde man vidare på sina framgångar från det sena 1980-talet och 1990 inledde Bills en fyra år lång svit av avancemang till Super Bowl, men dessvärre för Bills var det också en fyraårig svit av förluster. Bills var klart närmast att vinna den första av matcherna mot New York Giants, då man som favoriter förlorade med 19–20 efter ett missat field goal från 47 yards med endast tio sekunder kvar att spela.

### 2000- och 2010-talen
Bills lyckades från och med 2000 års säsong och framåt under många år inte nå slutspelet, de var dock nära 2004 men deras nio vinster räckte inte hela vägen. Mellan 2008 och 2013 slutade klubben på sista plats i AFC East.
Den 25 mars 2014 avled klubbens ägare och grundare Ralph Wilson, vilket innebar att klubben gick ut till försäljning. Bland spekulanterna fanns en grupp från Toronto med Jon Bon Jovi i spetsen. Även den amerikanska affärsmannen och sedermera USA:s president Donald Trump fanns med i diskussionerna, men i slutändan såldes klubben till Terry Pegula för 1,4 miljarder dollar.
2017 gick Bills till slutspel för första gången sedan 1999. Bills gick även till slutspel 2019.

### 2020-talet
Bills gick i början av 2020-talet in i en framgångsrik period där man vann AFC East fyra år i rad 2020–2023.

## Hemmaarena

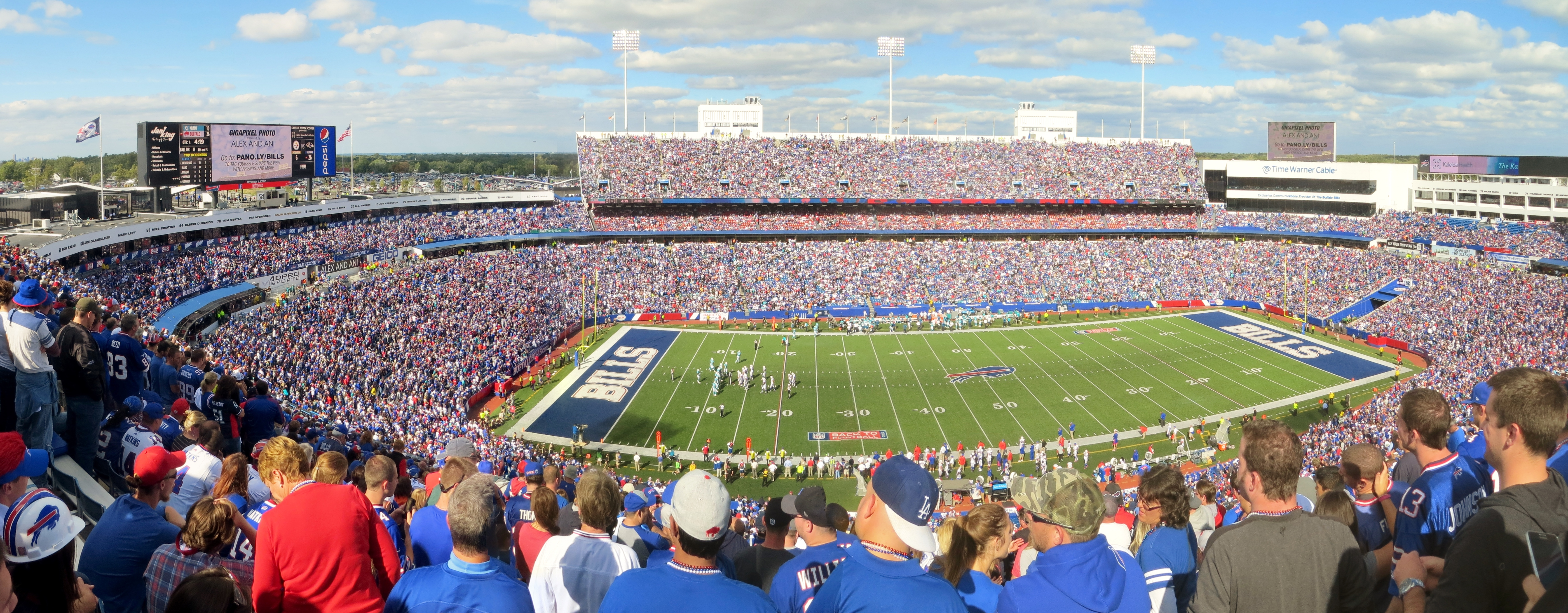
Panoramafotografi av Highmark Stadium, då kallad Ralph Wilson Stadium, 2014.

Highmark Stadium, tidigare kallad Rich Stadium, Ralph Wilson Stadium, New Era Field och Bills Stadium, är Buffalo Bills hemmaarena sedan 1973. Den är belägen i Orchard Park utanför Buffalo. Publikkapaciteten är drygt 70 000 åskådare.
Under sex säsonger, från och med 2008 till och med 2013, spelade Bills en match per säsong i Rogers Centre i Toronto för att marknadsföra klubben i Kanada. Dessa matcher kallades Bills Toronto Series.
Från början spelade klubben på War Memorial Stadium, från klubbens första säsong 1960 fram till 1972. Den nuvarande arenan var färdigbyggd inför 1973 års säsong.

## Tävlingsdräkt
Under de första åren bestod Bills dräkter av en mörkblå tröja på hemmaplan samt en vit tröja som bortaställ med gråa byxor samt hjälmar. Dessa dräkter var nästan identiska med de dräkter som Detroit Lions hade vid den tiden, en klubb som Ralph Wilson tidigare var delägare i. 1962 bytte Bills till en mer säregen design som skulle bli modellen för klubbens dräkter framöver. Man behöll sina blåa hemmatröjor, men nu i en marinblå färg och bortatröjorna behöll även de sin vita färg samtidigt som man lade till en del röda detaljer inklusive en röd bisonoxe på hjälmen i båda ställen.
Fram till 2000-talet genomgick designen endast mindre ändringar, det var främst hjälmen som ändrade design då den röda bisonoxen ersattes 1973 av den blå och röda bisonoxen som i dag är klubbens klubbmärke. 1984 ändrades dessutom hjälmens färg från vit till röd. 2002 genomfördes stora förändringar på dräkten både i mönstret och i färgen då man valde en mycket mörkare ton av blå på sina tröjor. 2011 återvände man dock till sina traditionella dräkter, men denna gång också med en vit hjälm.

## Super Bowls
Klubben har spelat i fyra Super Bowls:
- Super Bowl XXV – förlust mot New York Giants med 19–20
- Super Bowl XXVI – förlust mot Washington Redskins med 24–37
- Super Bowl XXVII – förlust mot Dallas Cowboys med 17–52
- Super Bowl XXVIII – förlust mot Dallas Cowboys med 13–30

## Spelare och ledare i Pro Football Hall of Fame

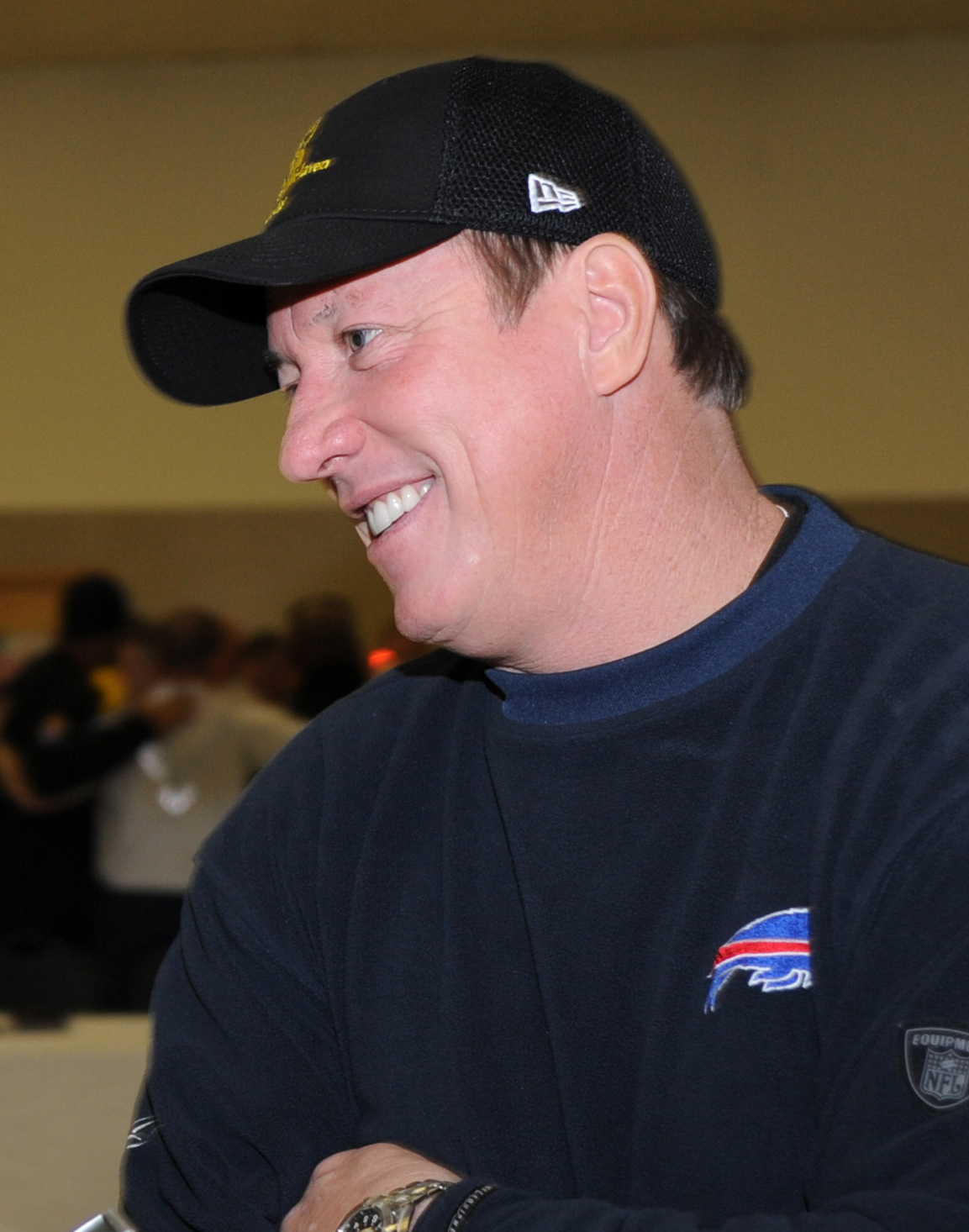
Jim Kelly.

Tolv spelare och ledare i Buffalo Bills hade till och med 2023 valts in i Pro Football Hall of Fame:
- Joe DeLamielleure
- Jim Kelly
- Marv Levy
- James Lofton
- Terrell Owens
- Bill Polian
- Andre Reed
- Billy Shaw
- O.J. Simpson
- Bruce Smith
- Thurman Thomas
- Ralph Wilson

## Klubbrekord
| Kategori      | Spelare/ledare | Rekord       | Säsonger  |
| ------------- | -------------- | ------------ | --------- |
| Passningar    | Jim Kelly      | 35 467 yards | 1986–1996 |
| Springspel    | Thurman Thomas | 11 938 yards | 1988–1999 |
| Mottagningar  | Andre Reed     | 13 095 yards | 1985–1999 |
| Poäng         | Steve Christie | 1 011 poäng  | 1992–2000 |
| Tränarvinster | Marv Levy      | 112 vinster  | 1986–1997 |